# Pod Lasem (Mikułowice)
Pod Lasem – część wsi Mikułowice w Polsce, położona w województwie świętokrzyskim, w powiecie buskim, w gminie Busko-Zdrój.
W latach 1975–1998 Pod Lasem administracyjnie należało do województwa kieleckiego.